# 鷺宮製作所
株式会社鷺宮製作所（さぎのみやせいさくしょ）は、東京都新宿区に本社をおく自動制御装置を中心に製造する企業。

## 沿革
- 1940年（昭和15年）5月 - 創業 中野区鷺宮に西見茂（初代社長）が「ベローズ研究所」を創設。
- 1948年（昭和23年）4月 - 設立 株式会社鷺宮製作所を設立し、自動制御機器の開発、生産に着手。
- 1971年（昭和46年） - （米）ジョンソンコントロールズ（CI）社と合弁で、鷺宮ジョンソンコントロールズ（現・ジョンソンコントロールズ）株式会社を設立。
- 2016年（平成28年） - 本社所在地を東京都新宿区大久保3丁目8番2号　新宿ガーデンタワー22階に移転。

## グループ企業
国内
- 日本機器工業株式会社 - 東京都新宿区
- 鷺宮テックス株式会社 - 東京都新宿区
- サギノミヤ産機株式会社 - 埼玉県所沢市
- サギノミヤ産業株式会社 - 大阪府吹田市
- 日本ジー・ティー株式会社 - 東京都目黒区
- 名光機器株式会社 - 愛知県名古屋市北区
- 九州鷺宮冷熱部品株式会社 - 福岡県福岡市博多区

海外
タイ
- Saginomiya (Thailand) Co., Ltd.

ポーランド
- SAGINOMIYA EUROPE Sp. z o.o.
- Danfoss Saginomiya Sp. z o.o.

アメリカ
- SAGINOMIYA AMERICA, INC.
- NGT CONTROLS, INC.

メキシコ
- RIMSA SAGINOMIYA, S.A. DE C.V.

中国
- 佛山華鷺自動控制器有限公司
- 無錫技特電子有限公司

## スポーツチーム
- 東京都を本拠地としている鷺宮製作所硬式野球部と応援部（硬式野球部応援のための部）を有している。
- かつては狭山事業所を拠点にしていた鷺宮製作所狭山硬式野球部もあったが、2002年に本社チームに統合された。
- かつては女子バスケットボール部「ウィングス」も有していた。

以前の後楽園球場の右中間スタンドの後方から見られる広告があり（外堀通り沿いのビル屋上の広告）その方向に打球が飛んだ時の延長上に「サギノミヤ」の文字が見えていた。